# Bob Woodward
Robert Upshur "Bob" Woodward (Geneva, Illinois, 26 de marzo de 1943) es un periodista de investigación, de los más conocidos en Estados Unidos. Su fama le llegó cuando ayudó a desvelar el escándalo Watergate que derivó en la dimisión del presidente Richard Nixon. Si bien aquella tarea fue realizada junto con Carl Bernstein, ambos reporteros de The Washington Post, Woodward tenía el contacto con “Garganta Profunda”.

## Biografía
Se graduó en la Universidad de Yale en 1965. Sirvió cinco años como oficial de comunicaciones en la Marina de Estados Unidos antes de trabajar como periodista en el "Montgomery County (Maryland) Sentinel, donde hizo de reportero un año, antes de pasar a The Washington Post.
Después de ganar el Pulitzer, continuó como periodista estrella de TWP, donde en 1982 llegó a ser director Editorial Adjunto de Noticias de Investigación.

## Watergate
Tuvo como director a Ben Bradlee, de quien recibió las directrices para tratar las revelaciones de “Garganta Profunda” acerca de Richard Nixon, con las que armó la serie de notas que terminaron por desatar el mayor escándalo del país: Watergate, nombre del edificio donde estaban las oficinas del Partido Demócrata, en las que un grupo de espías puso micrófonos el 28 de mayo de 1972 y el 17 de junio, en que fueron capturados.
A pesar de que cinco días después el presidente salió a negar que nadie de la Casa Blanca tuviese relación con el caso, Woodward y Carl Bernstein investigaron el caso para The Washington Post.
En ese diario publicaron (el 1 de agosto de 1972) que los espías (“fontaneros”) habían sido pagados con fondos del CREEP (Comité para la Reelección del Presidente).
Las notas periodísticas iban por delante de la investigación del Comité Ervin (del Senado). Así, el prestigio de los periodistas creció hasta que sus denuncias, junto con la acción de las instituciones, terminaron de cercar al Presidente y forzaron su renuncia (agosto de 1974).

## El legado W
"Atrincherarse en el desmentido y una operación masiva de encubrimiento".
Así describió Woodward la vana réplica del extinto Richard Nixon, a su investigación periodística.
Por el Watergate, coescribió un par de libros; el primero fue llevado al cine con Robert Redford (en el papel de Woodward) y Dustin Hoffman (Bernstein), quienes protagonizaron Todos los hombres del Presidente.
Dedicado a escribir, en dos decenas de libros investigó a sectores clave del poder y la cultura en su país: la Corte de Justicia; la Casa Blanca; Hollywood; Wall Street y la Reserva Federal; la CIA; el Pentágono y las guerras posteriores al 11-S.
Revisitó el caso Watergate con dos libros más hacia (1999 y 2005), a la muerte de Nixon y tras la confesión de "Garganta Profunda".
- Artículos en Wikinoticias:
  - El ex número dos del FBI es "Garganta Profunda"
  - Carl Bernstein y Bob Woodward

## Tomas de posición y críticas
Bob Woodward es un orador habitual en reuniones de ejecutivos de empresas, como Citibank y el Instituto Americano de Alimentos Congelados, y cobra entre 50.000 y 100.000 dólares por conferencia. Defiende que el Estado deje de regular ciertos sectores de la economía para que "las fuerzas del mercado puedan hacer su inestimable trabajo" y sugiere reducir la cobertura pública de los gastos médicos de los ancianos para afrontar el reto de las "realidades del siglo XXI".
Sobre Jeff Bezos, propietario del Washington Post, escribe en su ensayo Miedo: "Todos los empleados o relacionados con el Washington Post tienen razones para estar agradecidos de que Jeff Bezos, el fundador y director ejecutivo de Amazon, sea también el propietario del Washington Post. Ha dedicado tiempo y dinero a garantizar que este periódico disponga de los recursos editoriales necesarios para llevar a cabo investigaciones exhaustivas."
En cuanto a la política exterior de Estados Unidos, considera que Barack Obama "no es lo suficientemente duro", pero aclama a Donald Trump, que al parecer entiende que "no se puede operar con normalidad en el mundo de los Khameneis, los Putins, los Assads." Considera al monarca saudí Mohamed bin Salmán "carismático", le reconoce "una visión, una energía" y "lleno de encanto, habla de reformas audaces y modernizadoras".
Es autor de varios libros considerados hagiográficos, entre ellos sobre el presidente George W. Bush o el expresidente de la Reserva Federal Alan Greenspan, pero también de un libro crítico con el presidente Donald Trump, algunas de cuyas tendencias proteccionistas rechaza.
En un artículo publicado en 2019, el periodista Serge Halimi se mostraba crítico con sus métodos de trabajo: "Durante los últimos treinta años, las recetas de Woodward no han variado: elegir un personaje central impopular o muy consensuado (una promesa de best-seller); recompensar a los informadores dándoles el papel bueno; y a cambio apabullar a todos los que se niegan a cooperar. Todos hablan con Woodward como si fuera un fiscal, con mayor generosidad porque no saben lo que otros testigos le han confiado." 

## Controversias
Nexos con la CIA
En 1987, la periodista Deborah Davis, articulista del New York Times, The Village Voice y Ramparts, publicó una segunda edición corregida y aumentada de Katharine, the Great, una biografía no autorizada sobre Katharine Meyer Graham, la propietaria del Wahington Post, en la que refuerza su tesis de que Woodward tuvo nexos con la CIA que iban más allá de la relación periodística. La escritora sostiene que después de estudiar Literatura Inglesa en la Universidad de Yale, Woodward trabajó en el área de inteligencia del Pentágono, donde fue asignado a una oficina de códigos secretos. El propio periodista declaró luego a una revista que había integrado un grupo de inteligencia relacionado "con asuntos importantes que tenían que ver con la Casa Blanca". Woodward no lo dijo pero ese grupo era la Task Force 157, una unidad ultrasecreta creada en 1966 bajo el nombre de Naval Field Operations Support Group (NFOSG). La unidad tenía su base en Alexandria, Virginia, y 75 operadores alrededor del mundo.
CIAgate

"'Woodward fue cuestionado por no difundir información acerca del CIAgate. ¿En que consistió? 
George Bush había mandado al embajador Joseph ‘Joe’ Wilson a Níger para “investigar” la presunta producción de materia prima para construir armas de destrucción masiva en Irak. Como Wilson no quiso hacerle el juego (negó que hubiera evidencias de que Saddam Hussein hubiera comprado uranio enriquecido) y refutó el principal argumento para invadir Irak, la Casa Blanca se vengó de él: reveló que su esposa era una agente encubierta de la CIA. La publicación por la prensa, a mediados de 2003, del nombre Valerie Plame, desató un escándalo nacional. Filtrar esos datos constituye un delito federal en Estados Unidos.

La periodista que tuvo la primicia, Judith Miller, se negó a revelar quién le había dado el nombre de la espía; pasó por ello 85 días presa y debió renunciar a The New York Times. Tiempo después, Miller admitió que una de sus fuentes había sido Lewis “Scooter” Libby, el hasta entonces jefe de gabinete del vicepresidente Dick Cheney. Libby fue separado de su cargo y procesado.
Woodward lo sabía
BW ya sabía el nombre de la espía. Así lo reconoció dos años después. Se presentó ante el fiscal Patrick Fitzgerald pero aseguró que no fue Libby quien le había hablado de Plame. También dijo que una de sus fuentes, el jefe de gabinete de la Casa Blanca Andrew Card, lo autorizó a testificar que en la entrevista que le hizo en junio de 2003 no se había hablado de Plame.
El testimonio de Woodward alteró la cronología del caso ya que el primer funcionario de Bush en violar la ley no era Libby. Ya otro habría contado lo de Plame.
Repercusiones entre los periodistas
Woodward fue criticado por silenciar más de dos años un delito federal.

“Woodward mantiene íntimas relaciones con los más altos niveles del gobierno, lo cual lo deja situado en una situación inusualmente incómoda”.
New York Times

“Esto huele muy mal, y parece darles la razón a los que dicen que Bob se ha convertido en un 'escriba' de la Casa Blanca”.
Eric Boehlert, The Washington Post

“Cometió un error. Debería haberlo dicho antes. Me preocupa que la gente se lleve una impresión equivocada sobre el valor de Bob para el diario y para nuestros lectores por este caso particular. Debería haberme contado quiénes son sus fuentes confidenciales”.
Leonard Downie Jr., editor jefe de TWP

“La revelación reavivó las preguntas sobre su particular relación con el Post mientras escribe libros y goza de un cómodo acceso a altos funcionarios del gobierno de Bush y sobre por qué minimizó al público la importancia de la actuación del fiscal Fitzgerald mientras escondía su propia vinculación”.
Miguel Wiñazki, Clarín.

Su defensa
BW se disculpó ante sus jefes:

“Pedí disculpas porque debería haberle dicho (al editor jefe Leonard Downie Jr.) esto mucho antes. Le expliqué en detalle que trataba de proteger mis fuentes. Ese es el trabajo número 1 en un caso como éste”.

## Premios
Ha recibido los premios más prestigiosos del periodismo estadounidense, incluso dos Pulitzer: 
- por la investigación del Watergate (1973)[15] y
- por el seguimiento de los sucesos tras el Atentados del 11 de septiembre de 2001.[16]

## Obras Completas
- El escándalo Watergate (1974). Editorial Euros, Barcelona, España, ISBN 84-7364-006-3 (374 páginas). En coautoría con Carl Bernstein, reeditado como Todos los hombres del presidente, ISBN 0-671-21781-X; en el 25° aniversario (1999) ISBN 0-684-86355-3 (374 páginas).
- Los últimos días (1976). Acerca de la caída de Nixon tras el escándalo Watergate, en coautoría con Bernstein. Simon & Schuster, NY. (470 páginas).
- The Brethren: Incide the Supreme Court (1979), con Scott Armstrong; acerca de la Corte Suprema de Justicia.
- Como una moto: La vida galopante de John Belushi / Wired: The Short Life and Fast Times of John Belushi (1984) (acerca de la cultura de las drogas en Hollywood).
- Veil: Las guerras secretas de la CIA 1981-1987. Sudamericana, Bs. As., (1988) ISBN 950-07-0499-4 (451 páginas)
- Los Comandantes / The commanders (1991) La Guerra del Golfo en la administración Bush (padre). Ediciones B, Barcelona. ISBN 84-406-2504-9 (490 páginas)
- La agenda de Clinton. La Casa Blanca por dentro / The Agenda. Inside the Clinton White House (1994). Sudamericana, Bs As. ISBN 950-07-0971-6 (374 páginas).
- The Choice (1996). La reelección presidencial de Bill Clinton.
- Sombra, cinco presidentes y el legado de Watergate (1999).
- Maestro: Alan Greenspan; Wall Street y la economía mundial / Maestro: Greenspan’s Fed and the American Boom (2001). Ediciones Península, Barcelona, ISBN 84-8307-351-X (360 páginas).
- Bush en Guerra (2003). Península, Barcelona, España, ISBN 84-8307-554-7 (410 páginas).
- Plan de Ataque. Cómo se decidió invadir Irak (2004) Planeta/Bronce, Bs. As. ISBN 84-8453-151-1 (490 páginas).
- El hombre secreto. La verdadera historia de "Garganta Profunda" / The Secret Man: The Story of Watergate’s Deep Throat (noviembre de 2005). Inédita editores, Barcelona, España. ISBN 84-96364-37-2 (190 páginas).
- Negar la evidencia / State of Denial: Bush at War Part III (2006) Editorial Norma, España. ISBN 84-96694-11-9 (10) / ISBN 978-84-96694-11-8 (13). (700 páginas)
- La guerra. Historia secreta de la Casa Blanca 2006-2008 (2010) Algon Editores, SL. Colección Algón. ISBN 8493721832 (10) / ISBN 978-8493721831 (13). Es el cuarto libro -editado en 2008 en EE. UU.- acerca de las guerras de Bush post 11S.
- Obama's Wars, (septiembre de 2010). Simon & Schuster, NY. ISBN 978-1-4391-7249-0 (441 páginas).
- The Price of Politics (mayo de 2013). Simon & Schuster, ISBN 978-1471113208 -13- (448 páginas).
- Fear -Miedo- Trump en la Casa Blanca (septiembre de 2018). Simon & Schuster, NY. ISBN 1501175513 -10 ISBN 978-1501175510 -13 (450 páginas).[17]
- Rage -Rabia- (septiembre de 2020) Simon & Schuster, NY. ISBN 978-1-9821-3173-9 (480 páginas).
- Peril -Peligro- En coautoría con Robert Costa. (septiembre de 2021) Simon & Schuster.

## Algunas reseñas
El hombre secreto
“W. Mark Felt era Garganta Profunda”.
Describe la demencia senil de Felt y pone de manifiesto sus sentimientos ante la imposibilidad de descubrir los motivos que tuvo el protagonista de su relato para convertirse en Garganta Profunda. Un hombre robusto, de profundas creencias, que había llegado a ser el número 2 del fundador del FBI Edgar Hoover, había sido el elemento central de la investigación emprendida por el Washington Post a raíz de la irrupción que se produjo en 1972 en el edificio Watergate, sede del Partido Demócrata, a cargo de una banda de espías a las órdenes de los hombres del Presidente Richard Nixon.
Los Comandantes
Es un reportaje periodístico sobre los hombres que tenían en sus manos el poder real de decisión militar en los EE. UU. desde el Pentágono. En sus páginas, describe la personalidad, ideas y decisiones de: James Baker III, secretario de Estado (ministro de Relaciones Exteriores); Dick Cheney, secretario (ministro) de Defensa, y sus subalternos, los generales Colin Powell; Norman Schwarzkopf (jefe del Comando Central); Thomas W. Kelly (director de operaciones de la Junta de Estado Mayor); Maxwell Reid Thurman (comandante del Mando de Adiestramiento y Doctrina –“el cerebro del Ejército”–); además de Brent Scowcroft (consejero de seguridad nacional) y Pete Williams (portavoz del Pentágono). Si los precitados son quienes, junto con el presidente Bush (p), se llevan la mayor cantidad de menciones, no le van muy a la saga los ‘villanos’ extranjeros: Manuel Noriega; el sultán Bandar bin y Saddam Hussein.
La agenda de Clinton
Es un seguimiento de Bill Clinton, día a día, durante una investigación de 18 meses. Incluye acceso a diarios, archivos confidenciales y entrevistas a funcionarios. Pone en especial foco su manejo de la economía. Traza perfiles de su gente más cercana: su esposa Hillary; el vicepresidente Al Gore; el secretario del Tesoro, Lloyd Bentsen y su equipo.
Greenspan
La Reserva Federal determina el desarrollo de la economía mundial. De allí, la importancia de conocer la forma de actuar de su presidente, Alan Greenspan, cuya biografía y personalidad son analizadas en este libro. Durante su administración, la economía estadounidense entró en expansión durante una década en un contexto de crisis mundial.
Negar la evidencia
¿Qué ocurrió después de la invasión de Irak y por qué? ¿Cuál es el proceso de toma de decisiones con el que Bush dirige una guerra con la que esperaba dar relevancia a su presidencia? ¿Existe un plan viable para logra la victoria?
El libro State of Denial, traducido como Negar la evidencia, arranca en los primeros días del mandato de Bush, cuando reclutó a su equipo de seguridad nacional, e inició la guerra de Afganistán y la invasión y la ocupación de Irak, hasta la lucha por lograr la supervivencia política durante su segundo mandato.
Examina el procedimiento de la administración Bush para ocultar al pueblo americano, al Congreso e incluso a sí mismos, la verdad sobre Irak. En esta historia descrita desde el interior de una Casa Blanca desarticulada por la guerra, Woodward devela, entre otros asuntos, que el consejero al que Bush más consultó es el antiguo Secretario de Estado Henry Kissinger quien, obsesionado todavía por la derrota en Vietnam, emergía como una voz tan potente como oculta.
Obama’s War (Las guerras de Obama)
¿Quién gobierna EE. UU.? Woodward formula una respuesta en Obama’s War: ni el Poder Ejecutivo, ni el Poder Legislativo y menos el Judicial. Quien gobierna es el complejo militar-industrial, es decir el Pentágono y las grandes empresas productoras de armamento, a cuyo directorio suelen ingresar no pocos jefes militares estadounidenses cuando se retiran. Al respecto, Michael Moore espetó: “El título de ‘Comandante en Jefe’ (que detenta el presidente) es tan ceremonial como el de ‘Empleado del Mes’ del Burger King del barrio”. El libro -editado en el primer año de gobierno- aborda las amenazas a las que se enfrentaba el presidente: Afganistán, Paquistán y los ataques cibernéticos.
Miedo. Trump en la Casa Blanca
Editado en el aniversario de los Atentados del 11 de septiembre de 2001, cuenta cómo se maneja el mandatario republicano en el día a día y lo ejemplifica contando que altos funcionarios retiraron un documento a la firma por el que eliminaba un acuerdo comercial de décadas con Corea del Sur, el aliado estadounidense en esa región desde la Guerra Fría. El libro había sido anunciado en julio, lo que aumentó la preventa y motivó que se anunciara la impresión de un millón de ejemplares; tras lo cual, el presidente llamó a BW para recriminarle que no lo hubiese entrevistado. Esto llevó al comentarista Carlos Alberto Montaner a opinar que: "Donald Trump esta promocionando el libro de Woodward", aunque otros analistas mostraron preocupación por el contenido del libro. BW difundió algunas grabaciones, incluida la que recibió del Presidente.
El libro revela que Trump habló de matar al líder sirio Bachar al Asad y que llamaba al fiscal general Jeff Sessions “retrasado mental”. Su autor reveló extractos para The Washington Post, un adelanto que provocó críticas y desmentidos por parte de Trump y de varios aludidos. También se refiere a asesores próximos al Presidente le han ocultado textos por temor a que los firmase y desatase una catástrofe. Devela una reunión del Consejo de Seguridad Nacional en que Trump cuestionó la presencia militar en Corea, contestado por el Secretario de Defensa. A su salida, éste aseguraba que Trump había entendido las explicaciones como “un alumno de quinto o sexto grado”. El Secretario de Defensa también tuvo que contradecir a Trump en 2017. Tras un ataque químico contra civiles del líder sirio, el presidente americano pidió asesinarle: “¡Vamos a matarlo! Entremos. Vamos a matar a todos esos malditos”, dijo. “No vamos a hacer nada de eso”, contestó a sus compañeros el Secretario. El libro deja claro que el jefe de Gabinete, John F. Kelly, pierde los papeles muy a menudo, y habría dicho que Trump “está desquiciado”, “es un idiota” y “estamos en un manicomio. Es el peor trabajo que he tenido”. Woodward le dijo a Trump que el libro es “una mirada dura al mundo, a tu Administración y a ti”. Y grabó a Trump cuando éste, a su vez, le reconocía que “siempre has sido justo”.
Rabia
¿Cómo respondía a todo eso? Woodward le dijo que en el Partido Republicano había “mucha angustia, rabia y angustia”, a lo que Trump respondió que “saco la rabia. Saco la rabia a relucir. Siempre tengo… No sé si eso es un activo o un pasivo, pero sea lo que sea, lo hago. También saco una gran unidad, en última instancia. He tenido muchas ocasiones como ésta, en las que la gente me ha odiado más que a cualquier ser humano que hayan conocido. Después, terminan siendo mis amigos. Y veo que eso está sucediendo aquí”.
Peligro
Relata el final de la presidencia de Trump y el comienzo de la de Joe Biden.
Contiene el resultado de más de 200 entrevistas en el centro de la confusión, lo que resultó en más de 6.000 páginas de transcripciones y un retrato  definitivo de una nación al borde del abismo.
Este estudio clásico de Washington describe la carrera electoral de 2020, al Pentágono y al Congreso, con relatos de testigos presenciales.
Peligro se complementa con material nunca antes visto de órdenes secretas, transcripciones de llamadas confidenciales, diarios, correos electrónicos, notas de reuniones y otros registros personales y gubernamentales.
Se trata de la primera mirada al interior de la presidencia de Biden mientras enfrenta los desafíos de su vida: la continua pandemia mortal y un mundo plagado de amenazas bajo la sombra del expresidente Trump.
Coescrito con Robert Costa (W. Post)  representa la culminación de la trilogía de Woodward, junto con Miedo y Rabia, sobre la presidencia de Trump.